# Хокей на літніх Олімпійських іграх 1920

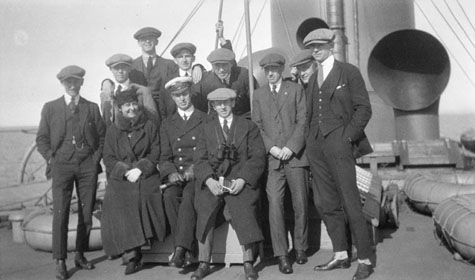
Чемпіони Олімпіади клуб «Вінніпег Фелконс»

Хокейний турнір на літніх Олімпійських іграх 1920 проходив з 23 квітня по 29 квітня 1920 року в місті Антверпен (Бельгія). Матчі пройшли за олімпійською системою.
У рамках турніру проходив 1-й чемпіонат світу.

## Учасники
- Бельгія
- Канада
- Чехословаччина
- Франція
- Швеція
- Швейцарія
- США

## Арена

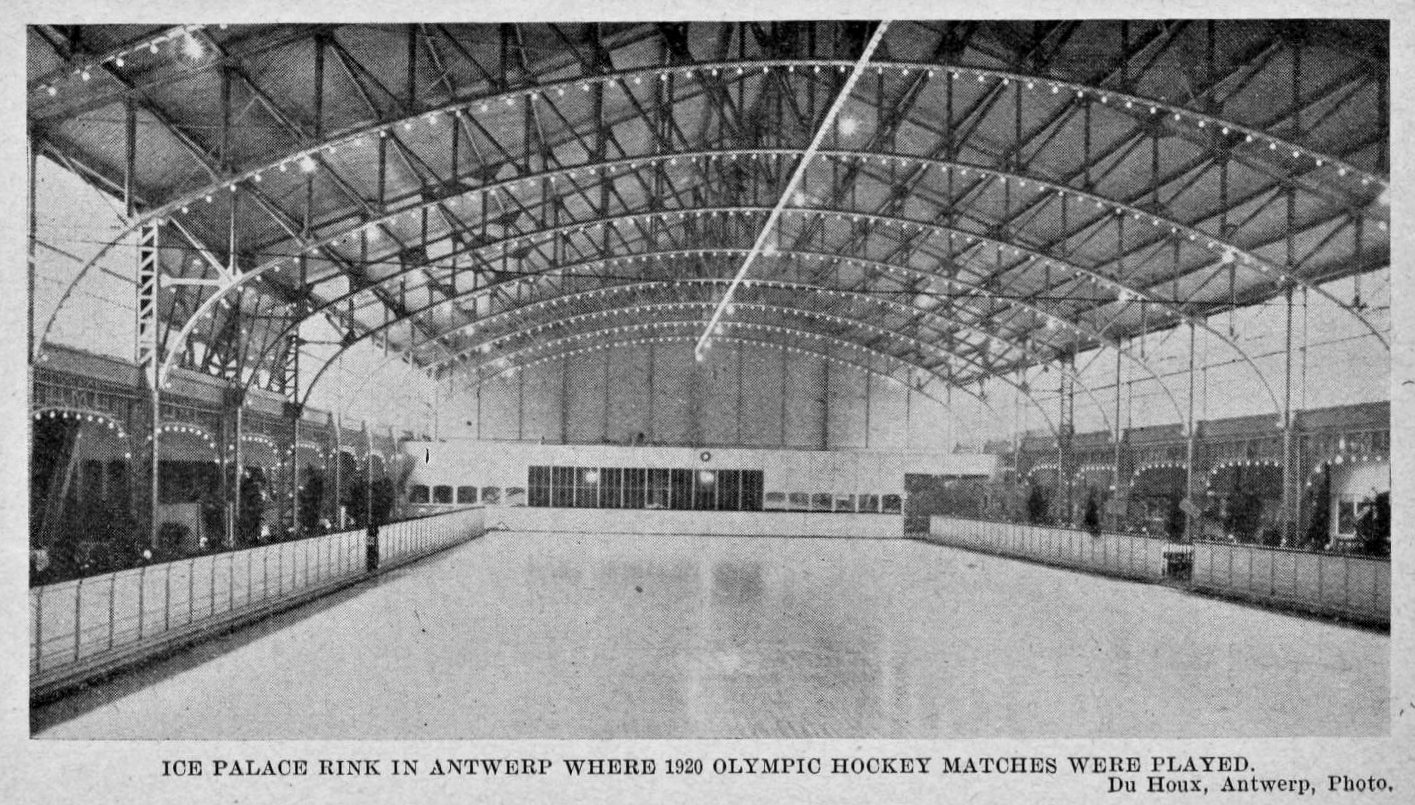
Льодовий палац Антверпена.

Матчі проходили в льдовому палаці Антверпена. Маючи розміри 51 метр на 17,8 метра, ця арена приймала змагання з хокею із шайбою та фігурного катання.

## Фінальний раунд

### Золоті нагороди
Чвертьфінали
| Дата       | Команда | Рахунок | Команда        |
| ---------- | ------- | ------- | -------------- |
| 23.04.1920 | Швеція  | 8:0     | Бельгія        |
| 24.04.1920 | США     | 29:0    | Швейцарія      |
| 24.04.1920 | Канада  | 15 : 0  | Чехословаччина |

Півфінали
| Дата       | Команда | Рахунок | Команда |
| ---------- | ------- | ------- | ------- |
| 25.04.1920 | Канада  | 2:0     | США     |
| 25.04.1920 | Швеція  | 4:0     | Франція |

Фінал
| Дата       | Команда | Рахунок | Команда |
| ---------- | ------- | ------- | ------- |
| 26.04.1920 | Канада  | 12:1    | Швеція  |

### Срібні нагороди
Півфінал
| Дата       | Команда | Рахунок | Команда |
| ---------- | ------- | ------- | ------- |
| 27.04.1920 | США     | 7:0     | Швеція  |

Фінал
| Дата       | Команда | Рахунок | Команда        |
| ---------- | ------- | ------- | -------------- |
| 28.04.1920 | США     | 16:0    | Чехословаччина |

### Бронзові нагороди
Півфінал
| Дата       | Команда | Рахунок | Команда   |
| ---------- | ------- | ------- | --------- |
| 28.04.1920 | Швеція  | 4:0     | Швейцарія |

Фінал
| Дата       | Команда        | Рахунок | Команда |
| ---------- | -------------- | ------- | ------- |
| 29.04.1920 | Чехословаччина | 1:0     | Швеція  |

## Підсумкова таблиця
1. Канада
2. США
3. Чехословаччина
4. Швеція
5. Швейцарія
6. Франція
7. Бельгія

## Чемпіонат світу (призери)
| Медаль | Збірна         |
| Золото | Канада         |
| Срібло | США            |
| Бронза | Чехословаччина |